# Greatest Hits From the Bong
Това е официален англоезичен greatest hits албум на рап групата Cypress Hill. Той е озаглавен Greatest Hits From The Bong, издаден е от Sony и включва хитове от цялата им 17-годишна кариера.
Албумът включва 12 ключови за групата песни, сред които класиките Insane In The Brain, Dr. Greenthumb и (Rock) Superstar. Освен тях в Greatest Hits From The Bong бял свят виждат две чисто нови парчета – The Only Way и EZ Come EZ Go. Албумът съдържа и ремикс на Latin Thugs в популярния напоследък стил регетон.

## Песни
1. How I Could Just Kill A Man
2. Hand On The Pump
3. Latin Lingo
4. Insane In The Brain
5. I Ain’t Goin’ Out Like That
6. Throw Your Set In The Air
7. Dr. Greenthumb
8. (Rock) Superstar
9. Latin Thugs
10. The Only Way
11. EZ Come EZ Go
12. Latin Thugs [Reggaeton Mix]